# ترانزیت ارتباطات مخابراتی
ترانزیت ارتباطات مخابراتی یا ترانزیت ارتباط ترافیک دیتا مخابراتی(انگلیسی: Internet transit)، به ارتباط دادن دیتای مخابراتی از یک سوی یک مکان به سوی دیگر، و ترابری این دیتاها و انتقال‌آنها گفته‌می‌شود.

## در ایران
در تیر ۱۳۹۲ اعلام‌شد طرحی با عنوان طرح ترانزیت اینترنت اروپا از خاک ایران قرار بود سالی دویست میلیون یورو درآمد برای زیرساخت ایران داشته باشد، این طرح تنها سیصد میلیون یورو سرمایه‌گذاری نیاز داشت.